# Саво Чоловић
Саво Чоловић (Крекови, код Невесиња, 21. јануар 1911 — Бухово, код Широког бријега, 25. септембар 1944), учесник Народноослободилачке борбе и народни херој Југославије.

## Биографија
Рођен је 21. јануара 1911. у селу Крекавице, код Невесиња. У Београду је учио типографски занат. Рано је пришао радничком покрету и активно радио у синдикалној организацији графичких радника. Ту је, 1939. године, примљен у чланство Комунистичке партије Југославије.
После Априлског рата и окупације Београда, 1941. године, вратио се у родни крај. Одмах се укључио у припреме за оружани устанак и радио на стварању првих партизанских одреда у невесињском срезу. Учествовао је у првим устаничким акцијама. Године 1941. изабран је за члана Среског комитета КПЈ за невесињски срез.
Почетком фебруара 1942. године, Саво је с четом невесињских партизана ушао у састав Првог херцеговачко-црногорског ударног батаљона. Као политички комесар Четврте чете, истицао се великом храброшћу. Крајем фебруара 1942. године постао је политички комесар Партизанског батаљона „Бишина“.
У време четничко-италијанске офанзиве у Херцеговини, у пролеће 1942. године, овај батаљон је учествовао у неколико акција против непријатељских снага у невесињском срезу. После повлачења херцеговачких партизанских јединица на Зеленгору, јуна 1942. године, Саво је ушао у састав Другог батаљона новоформираног Херцеговачког партизанског одреда, с којим августа исте године улази у састав Десете херцеговачке ударне бригаде. Учествовао је у многим борбама које је водила ова бригада, а посебно се истакао токо битке на Сутјесци.
Погинуо је 17. новембра 1944. године као обавештајни официр 29. херцеговачке дивизије, код Бухова, извршавајући задатак на терену Широког Бријега. Током Народноослободилачке борбе погинули су му родитељи и три брата.
За народног хероја проглашен је 24. јула 1953. године.